# 勝部演之
勝部 演之（かつべ のぶゆき、1938年5月23日 - ）は、日本の男性俳優、声優。
東京府（現・東京都）出身。演劇集団円所属。

## 来歴
慶應義塾大学経済学部卒。
1964年、俳優座養成所第13期卒業後、劇団NLTに入団する。1968年には、三島由紀夫の浪曼劇場結成に参加する。1972年に浪曼劇場解散後、1978年、演劇集団 円に入団する。

## 人物
声種はバリトン。
テレビドラマへの出演が多く、現代劇・時代劇を問わず、善良な役から悪役まで演じる役柄も幅広い。精悍な顔立ちで、警察官僚・政治家・医師・厳格な父親といった役どころが多い。

## 出演作品（俳優）

### テレビドラマ
- 奇怪千万!（1964年 - 1965年、NHK総合）
- ウルトラQ 第20話「海底原人ラゴン」（1966年、TBS・円谷プロ） - 川崎[注釈 1]
- 特別機動捜査隊（NET・東映）
  - 第234話「故郷は美くし」（1966年）
  - 第315話「栄光二重奏」（1967年）
  - 第348話「嵐の中の恋」（1968年）
  - 第392話「残月のブルース」（1969年） - 平古場
  - 第459話「裸の狂宴」（1970年） - 原田
- 大河ドラマ（NHK総合）
  - 三姉妹（1967年） - 神保又七郎 役
  - 竜馬がゆく（1968年） - 藤堂平助
  - 天と地と（1969年） - 下平修理亮
  - 勝海舟（1974年）
  - 元禄太平記（1975年） - 松前伊豆守
  - 花神（1977年） - 鳥山新三郎
  - 黄金の日日（1978年） - 黒田官兵衛
  - 峠の群像（1982年） - 多門伝八郎
  - 徳川家康（1983年） - 林佐渡
  - 春の波涛（1985年） - 中村吉蔵
  - 独眼竜政宗（1987年） - 後藤又兵衛
  - 炎立つ（1993年） - 安達藤九郎盛長
  - 徳川慶喜（1998年） - 川路左衛門尉聖謨
- 風 第16話「最後に笑う奴」（1967年、TBS・松竹）
- 挑戦者 続・ある勇気の記録 第52話「果てしなき闘い」（1967年、NET・東映）
- 三匹の侍（フジテレビ）
  - 第6シリーズ 第6話「地獄を見た」（1968年） - 丈八
  - 新三匹の侍 第10話「決闘三対三」（1970年） - 五郎次
- プレイガール （12ch・東映）
  - 第18話「新宿喜劇・女のムシが騒ぐとき」（1969年）
  - 第187話「男殺しのガンファイター」（1972年） - 葛城真一 /影山昇
- ブラックチェンバー 第12話「珈琲の国から来た男」（1969年、フジテレビ・東映）
- 東京バイパス指令 第35話「幽霊船」（1969年、日本テレビ・東宝）
- サインはV（1969年 - 1970年、TBS・東宝） - 新聞記者
- 銭形平次 （フジテレビ・東映)
  - 第209話「女が消えた」（1970年） - 一色半兵ヱ
  - 第268話「指政の死」（1971年） - 暗闇の常
  - 第333話「猫撫で地蔵」（1972年） - 㐂三郎
  - 第561話「八五郎大いに嘆く」（1977年） - 三次郎
  - 第611話「おたみの江戸見物」（1978年） - 笹沢新八郎
- 鬼平犯科帳（NET・東宝）
  - 第1シリーズ 第35話「情炎」（1970年） - 内山文五郎
  - 第2シリーズ 第10話「隠居金七百両」（1971年） - 奈良山の与市
- 銀河ドラマ（NHK総合）
  - 霧の壁（1970年）
  - 黒い群像（1972年）
- 柳生十兵衛 第11話「風神ヶ原の対決」（1970年、フジテレビ・東映） - 毛利綱広
- 大忠臣蔵（1971年、NET・三船プロ）
- 軍兵衛目安箱 （1971年、NET・東映）
  - 第2話「陽の当たる町」 - 浦部主水
  - 第21話「明るい夜のかげに」 - 近藤弥三郎
- 人形佐七捕物帳 第24話「怪談猫屋敷」（1971年、NET・東宝） - 緒方伊織
- 火曜日の女シリーズ / 喪服の訪問者（1971年、日本テレビ）
- 大江戸捜査網（12ch→テレビ東京・日活・三船プロ）
  - 第33話「ゆすり」（1971年）
  - 第100話「命を贈った男」（1973年） - 島田
  - 第104話「勢揃い隠密同心」（1973年） - 根来の頭領
  - 第130話「さらば珊次郎」（1974年） - 森川千蔵
  - 第159話「喧嘩三味線うすなさけ」（1974年） - 倉田重三郎
  - 第213話「火花散る隠密七変化」（1975年） - 北町奉行所与力・三島
  - 第248話「緋牡丹に賭けた恋」（1976年） - 稲垣備前
  - 第275話「傷だらけの同心魂」（1977年） - 神馬弥十郎
  - 第379話「幻の船を待つ女」（1979年） - 橋本
  - 第445話「夜空に賭けた女の慕情」（1980年） - 江川兵庫（丸屋総右衛門）
  - 第468話「木枯らしに耐えて待つ女」（1980年） - 村井兵部
  - 第494話「海鳴りの里に泣く遊女」（1981年） - 森山太十郎
  - 第529話「掟に泣く隠密同心」（1982年） - 土屋典膳
- 荒野の素浪人（NET・三船プロ）
  - 第1シリーズ 第19話「陰謀 地獄川の大喧嘩」（1972年） - 山岸
  - 第2シリーズ 第17話「遊女狂乱」（1974年） - 弓削庄兵衛
- 太陽にほえろ!（日本テレビ・東宝）
  - 第21話「バスに乗ってたグーな人」（1972年） - 山田
  - 第194話「兄妹」（1976年） - 橋本刑事
  - 第222話「蝶」（1976年） - 西沢謙治
  - 第237話「あやまち」（1977年） - 七曲署捜査四係係長
  - 第510話「ラガーの大追跡」（1982年） - 志賀社長
  - 第539話「襲撃」（1983年） - 岩原等
- お祭り銀次捕物帳 第8話「幽霊大泥棒」（1972年、フジテレビ・東映） - 吉蔵
- 忍法かげろう斬り 第17話「おんなを捨てた女」（1972年、関西テレビ・東映） - 水田源八郎
- 遠山の金さん捕物帳 （NET・東映）
  - 第118話「密偵（いぬ）をやめた女」（1972年） - 伊藤立之進
  - 第163話「幼なじみを愛した女」（1973年）
- 地獄の辰 捕物控 第10話「月に吠える狼のように」（1972年、NET・東映）
- 眠狂四郎 第17話「岡っ引どぶが来た」（1973年、関西テレビ・東映）
- 必殺シリーズ（朝日放送・松竹）
  - 必殺仕掛人 第19話「理想に仕掛けろ」（1973年） - 浪士水上
  - 必殺からくり人・富嶽百景殺し旅 第8話「甲州犬目峠」（1978年） - 神尾主膳
  - 必殺まっしぐら! 第6話「相手は佐渡金山の乱脈男」（1986年） - 加茂屋市兵衛
  - 必殺仕事人2009 第13話「給付金VS新仕事人」（2009年） - 田島民部
- 木枯し紋次郎 第2部 第14話「明鴉に死地を射た」（1973年、フジテレビ・C.A.L） - 栄次
- 子連れ狼 第1部 第5話「刺客街道」（1973年、日本テレビ・ユニオン映画） - 柳生蔵人
- 荒野の用心棒 第17話「死の谷に必殺弾が走って…」（1973年、NET・三船プロ） - 倉沢塔十郎
- 非情のライセンス（NET・東映）
  - 第1シリーズ 第29話「兇悪の甘い影」（1973年） - 西
  - 第2シリーズ
    - 第12話「兇悪の空白」（1974年） - 石津
    - 第69話「兇悪の妻の座」（1976年） - 加賀始
- アイフル大作戦 （TBS・東映）
  - 第35話「東京－沖縄 華やかな大追跡」（1973年）
  - 第40話「暑い南の島のストーブリーグ戦」（1974年）
  - 第52話「SOS殺しのラブレター」（1974年）
- 高校教師（1974年、12ch・東宝） - 松岡教諭
- バーディー大作戦（TBS・東映）
  - 第9話「怪談 死を招く超能力の女」（1974年）
  - 第35話「1975 白銀に舞う大アクション!」（1975年）
- 夜明けの刑事 第29話「死を宣告された夫」（1974年、TBS / 大映テレビ） - 本宮の主治医
- 右門捕物帖 第18話「黒い炎」（1974年、NET・東映） - 金井
- ご存知遠山の金さん 第47話「朱丸をつける男」（1974年、NET・東映）
- 金曜ドラマ（TBS）
  - 樹氷（1974年 - 1975年）
  - 未成年（1995年） - 田畑洋造
- 影同心（1975年、毎日放送・東映）
  - 影同心 - 小田頼母
  - 影同心II 第6話「正体みたり枯尾花」 - 闇の黒兵ヱ
- ザ★ゴリラ7 第23話「死刑台へ急ぐ野郎ども」（1975年、NET・東映） - 野村弁護士
- 剣と風と子守唄 第24話「小さな突撃隊」（1975年、日本テレビ・三船プロ） - 松野左近
- 伝七捕物帳（日本テレビ） 
  - 第94話「男ごころに十手が光る」（1975年） - 岸伊之助
  - 第147話「縁は異なもの」（1977年） - 和助
- 燃える捜査網 第3話「殺しの罠」（1975年、NET・東映）
- 新宿警察 第12話「娼婦の罠」（1975年、フジテレビ・東映） - 龍岡
- 遠山の金さん 第1シリーズ（NET）
  - 第2話「迷路に追い込め!!」（1975年）
  - 第16話「燃える男の胸で泣け!!」（1976年）
- 十手無用 九丁堀事件帖 第21話「甦ったいれずみ者」（1976年、日本テレビ・東映） - 三次
- 痛快!河内山宗俊 第23話「真っ赤に咲いた想い花」（1976年、フジテレビ・勝プロ） - 旗本
- 夫婦旅日記 さらば浪人 第3話「虹を渡る武士」（1976年、フジテレビ・勝プロ） - 三原帯刀
- 大都会シリーズ（日本テレビ・石原プロ）
  - 大都会 闘いの日々 第27話「雨だれ」（1976年） - 高岡栄子の元夫
  - 大都会 PARTII 第8話「眼には眼を」（1977年） - 宮部医師
- Gメン'75 第75話「刑事を捨てた刑事」（1976年、TBS・東映） - 鮫島幹雄
- 隠し目付参上 第5話「これにて一件落着か」（1976年、毎日放送・三船プロ） - 戸張半蔵
- お耳役秘帳 第9話「聞くか聞かぬか女のお耳」（1976年、関西テレビ・歌舞伎座テレビ） - 大沢弥兵衛
- 人魚亭異聞 無法街の素浪人 第8話「三匹の流れ者」（1976年、NET・三船プロ） - 黒沼伝次郎
- いろはの"い" 第6話「自殺」（1976年、日本テレビ・東宝） - 東田厚一
- 水戸黄門（TBS・C.A.L）
  - 第7部 第29話「花嫁になったお新 -飯田-」（1976年12月6日） - 伊蔵
  - 第8部 第27話「熱湯に浸った悪い奴 -別府-」（1978年1月16日） - 利助
  - 第9部 第3話「狐が唄った相馬盆唄 -相馬-」（1978年8月21日） - 沢田八十八
  - 第14部 第13話「恐怖! 凶賊卍衆 -久保田-」（1984年1月23日） - 一瀬但馬
  - 第19部 第21話「烏に狙われた女-富山-」（1990年2月19日） - 磯崎主計
  - 第20部 第38話「呑ん兵衛医者の秘密 -酒田-」（1991年7月29日） - 松浦伊十郎
  - 第25部 第9話「瞼の父は銭の虫 -吉野-」（1997年2月17日） - 宮原屋庄左衛門
  - 第30部 第19話「決戦!村人たちよ立ち上がれ -津和野-」（2002年5月20日） - 多胡真蔭
  - 第36部 第14話「父子結んだ石州和紙 -津和野-」（2006年11月6日） - 榊彦兵衛
- 桃太郎侍（日本テレビ・東映）
  - 第3話「大名屋敷に鬼二匹」（1976年） - 小笠原帯刀
  - 第19話「中仙道、鬼狩り道中」（1977年） - 佐野誠一郎
  - 第44話「手鎖慕情」（1977年） - 藤岡甚五郎
  - 第90話「良薬は苦すぎた」（1978年） - 高村左内
  - 第164話「お袋さんと呼ばれたい」（1979年） - 木曽屋与兵衛
  - 第200話「つばめの恩返し」（1980年） - 相模屋弥五郎
  - 第246話「親子喧嘩を食った鬼」（1981年） - 青木十太夫
- 駆けろ!八百八町 第2話「出仕に及ばず」（1977年、NET・東映） - 久七
- 赤い衝撃 第11話・第17話・第19話（1977年、TBS） - 高校の教師
- NHK特集→NHKスペシャル（NHK総合）
  - 日本の戦後 第6回「くにのあゆみ ～戦後教育の幕あき～」（1977年） - 森末義彰
  - NHKスペシャル「緒方貞子 戦争が終わらない この世界で」（2013年） - 宇垣一成
  - シリーズ 故宮 第1回「流転の至宝」（2014年） - ナレーション
- 人形佐七捕物帳 （1977年、テレビ朝日・東映） 
  - 第2話「罠で砕いた木十手」 - 斉藤一
  - 第26話「はぐれた二人の絆」 - 酉蔵
- 華麗なる刑事 第3話「人質交換」（1977年、フジテレビ・東宝） - 宮田警部
- ロボット110番 第16話「大発明! バッテンメーター」（1977年、テレビ朝日・東映）
- 達磨大助事件帳 第4話「待っていた女」（1977年、テレビ朝日・前進座・国際放映） - 九蔵
- 新五捕物帳（日本テレビ・ユニオン映画）
  - 第4話「さらば大江戸八百八町」（1977年） - 儀助
  - 第69話「八丁堀哀歌」（1979年）
  - 第87話「明日なき恋」（1979年）
  - 第106話「涙ひとすじ義姉弟」（1980年）
  - 第125話「袋小路の男」（1980年） - 島倉官兵衛
- 新・木枯し紋次郎 第16話「二度と拝めぬ三日月」（1977年、C.A.L・12ch） - 七兵衛
- 暴れん坊将軍（テレビ朝日・東映）
  - 吉宗評判記 暴れん坊将軍
    - 第6話「天晴れ!芋侍」（1978年） - 伊崎軍兵衛
    - 第80話「暴走!旗本八万騎」（1979年） - 大久保左京
    - 第180話「説教しながら盗む男」（1981年） - 片倉大江進

  - 暴れん坊将軍II
    - 第116話「大奥を盗みに来た女!」（1985年） - 田沢刑部
    - 第177話「母哀し、裏切りの二重奏!」（1986年） - 奥村佐十郎

  - 暴れん坊将軍III
    - 第22話「二人の新之助」（1988年） - 須坂出雲
    - 第66話「孫兵ヱは浪花のお大尽さま!?」（1989年） - 名取主殿
    - 第81話「八百八町を狙う公家剣法!」（1989年） - 馬場刑部

  - 暴れん坊将軍IV 第1話「ご生母、謎の失踪! 吉宗、江戸城決戦春一番!!」（1991年） - 山名新左衛門
  - 暴れん坊将軍IX 第16話「大奥の改革 上様、お恨みいたします!」（1999年） - 野坂又四郎
- 特捜最前線（テレビ朝日・東映）
  - 第49話「時効5分前のチャップリン!」（1978年）
  - 第93話「頭蓋骨を愛した女!」（1979年） - 賀川
  - 第119話「サウスポーは死の匂い!」（1979年） - 所轄刑事
  - 第233話「判決・横須賀ドブ板通り!」（1981年） - 検察官
  - 第411話「ニューナンブ38口径の謎!」（1985年）
  - 第489話「連続誘拐・心臓移植の少女!」（1986年） - 久坂高雄（代議士）
- 江戸の渦潮 第3話「命の泉いつまでも」（1978年、フジテレビ・東宝） - 左文字屋伝蔵
- 若さま侍捕物帳 第11話「参上!! 恐怖の妖刀」（1978年、テレビ朝日・国際放映・前進座） - 旗本 吉武
- 消えた巨人軍（1978年、日本テレビ・東映） - 峰岸刑事課長
- ゆうひが丘の総理大臣 第3話「泣いて笑ってこれが青春!」（1978年、日本テレビ・ユニオン映画） - 岡田君子の父
- 破れ新九郎 第7話「通り雨ならお命頂戴」（1978年、テレビ朝日・中村プロ）
- 死人狩り 第3話（1978年、フジテレビ・東宝）
- スーパー戦隊シリーズ（テレビ朝日・東映）
  - バトルフィーバーJ 第5話「ロボット大空中戦」（1979年） - 坂口情報局長
  - 科学戦隊ダイナマン 第36話「出たぞ!必殺技」（1983年） - 山下博士
- 土曜ワイド劇場（テレビ朝日）
  - 三毛猫ホームズシリーズ 第1作「三毛猫ホームズの推理 女子大密室殺人」（1979年、東映） - 林刑事
  - 江戸川乱歩の美女シリーズ （松竹 ）
    - 第14作「五重塔の美女」（1981年） - 青木昌作
    - 第20作「天使と悪魔の美女」（1983年) - 九鬼

  - 松本清張の溺れ谷（1983年、松竹）
  - 血液型殺人事件 霧の那須高原襲われた女探偵（1985年、朝日放送・東映）
  - 小樽殺人事件・北海〜能登〜安曇野・黒揚羽蝶は死の予告!オタモイ岬の女（1986年、東映）
  - 西村京太郎トラベルミステリー 第13作「日本海殺人ルート」（1988年、東映） - 近藤弁護士
  - 探偵・神津恭介の殺人推理 第8作「伊豆下田海岸に赤い殺意が走る」（1988年、松竹） - 伊藤シン
  - 松本清張作家活動40年記念ドラマスペシャル・一年半待て（1991年） - 検事
  - 考古学者シリーズ 第14作「美人真珠王殺し」（1993年） - 志摩署署長
  - 家政婦は見た! 第14作「憧れの大女優 私生活の派手な秘密!虚飾と欲望に一族が乱れる」（1995年） - 中柳正美
  - “繭の密室”連続殺人事件（1998年） - 村井警部
  - お祭り弁護士・澤田吾朗 第2作「秩父夜祭りに消えた女」（2002年） - 矢部十蔵
  - 事件 第11作「逆転法廷! 姉を殺した男が無罪?」（2004年） - 長谷川克次
  - 東京駅お忘れ物預り所 第1作「大分発寝台特急富士連続殺人!!」（2007年） - 宮内英治
  - 温泉若おかみの殺人推理 第20作「九州別府〜雲仙〜湯布院、温泉地獄で連続殺人!!」（2009年） - 橋本忠雄
  - 新・棟居刑事シリーズ 第5作「目撃美女は二度死ぬ? 猫が運ぶ犯人!?」（2011年） - 松川武一
- 同心部屋御用帳 江戸の旋風IV 第21話「女房の秘密」（1979年、CX / 東宝） - 長兵衛
- 土曜グランド劇場（日本テレビ）
  - 熱中時代 刑事編 第4話「泥棒夫婦まとめて御用」（1979年、ユニオン映画） - 鯖山三義
  - 事件記者チャボ! 第18話「春です!! 通り魔がでたぁー?」（1984年、ユニオン映画） - 木村忠
  - スペシャル版 ナースマン（2004年） - 岩田幹彦
- 鉄道公安官（テレビ朝日・東映）
  - 第4話「さらば友よ」（1979年） - 石原
  - 第36話「新幹線・消えた美人画を追え」（1980年） - 井田雅夫
- 大空港 第40話「F.B.I.緊急電報 裏切りの銃撃!」（1979年、フジテレビ・松竹） - 重森（元警部補）
- 江戸の激斗 第8話「宿場の対決」（1979年、フジテレビ・東宝） - 雲井
- 江戸の牙 第1話「炎上! 赤馬を斬れ」（1979年、テレビ朝日・三船プロ） - 神崎
- 騎馬奉行 第6話「天保・黄金の犬」（1979年、関西テレビ・東映）
- そば屋梅吉捕物帳 第7話「情無用の帰り船」（1979年、12ch・国際放映） - 越後屋五兵衛
- 赤穂浪士（1979年、テレビ朝日） - 喜田重兵衛
- 長七郎天下ご免!（テレビ朝日/東映）
  - 第20話「恋も蕾の仇討ち」（1980年） - 荒井将監
  - 第44話「恋も一途の仇討奉公」（1980年） - 望月右京亮
  - 第69話「二人ぼっちの江戸の青春（はる）」（1981年） - 板倉内膳正
- 詐欺師　(1980年、NHK総合)
- ライオン奥様劇場 / 徳川の女たち 第2部（1980年、フジテレビ・東映）- 間部詮房
- 江戸の朝焼け 第25話「嵐の中の女」（1981年、フジテレビ・東映） - 弥陀の万蔵
- 12時間超ワイドドラマ（12ch→テレビ東京）
  - それからの武蔵（1981年） - 木村又蔵
  - 竜馬がゆく（1982年）
  - 徳川武芸帳 柳生三代の剣（1993年） - 松平信綱
- 闇を斬れ 第4話「地獄の賄賂貸し」（1981年、関西テレビ・松竹） - 工藤
- ザ・ハングマン 第25話「さらばブラック怒りの爆死」（1981年、朝日放送・松竹芸能） - 日本脳神経医療センター事務長
- 江戸の用心棒 第13話「小さな女主人」（1981年、フジテレビ・東宝・映像京都） - 金七
- ポーツマスの旗（1981年、NHK総合）
- 関ヶ原（1981年、TBS） - 吉川広家
- 土曜ドラマ / 松本清張シリーズ・けものみち（1982年、NHK総合） - 捜査一課長
- ポーラテレビ小説 / 女・かけこみ寺（1982年、TBS） - 芝崎兵衛
- ザ・サスペンス / 松本清張の馬を売る女（1982年、TBS・大映テレビ）
- 火曜サスペンス劇場（日本テレビ）
  - 消えた蜜月（1982年）
  - 高校野球殺人事件（1982年、大映テレビ）
  - 暗い落日（1983年）[8]
  - 妻たちの昼下がり（1983年、セントラル・アーツ）
  - 遺された妻の疑惑（1983年、松竹）
  - 霖雨の時計台（1983年、大映映像） - 柳瀬寿彦（検事）
  - 隠された誘拐（1984年、ユニオン映画） - 重原課長
  - 観覧車は見ていた（1984年、東映）
  - 母の証言（1985年） - 検事
  - 娘よ、父は走る!（1986年、大映映像）
  - 博多長崎殺人行（1986年、大映テレビ）
  - 盲目のピアニスト（1987年、東宝） - 西本刑事
  - 女弁護士・高林鮎子 （東映）
    - 第3作「新横浜発12時09分の女」（1988年） - 戸倉部長刑事
    - 第14作「浜名湖気水域」（1994年） - 前野真吾

  - 浅見光彦ミステリー 第4作「美濃路殺人事件」（1988年、近代映画協会） - 月岡和夫
  - 女たちは一度勝負する（1989年） - 村木謙作
  - 六月の花嫁シリーズ 婚約解消殺人事件（1989年、東映） - 進藤部長
  - 女監察医・室生亜季子 第10作「顔の無い白骨死体」（1991年、東映） - 戌井芳夫
  - 松本清張作家活動40年記念スペシャル ゼロの焦点（1991年、近代映画協会） - 佐伯
  - 不在証明（1991年、近代映画協会）
  - わが町（1992年 - 1998年、近代映画協会→オセロット） - 坂東清文
  - 無医村の神（1993年、ジェイミック） - 宮田健治
  - 九門法律相談所 第1作「離婚」（1993年、日本映像） - 寺田
  - 移動指紋（1994年、松竹）
  - 京都塩津殺人街道（1994年、松竹） - 村上周平
  - 女検事・霞夕子（ユニオン映画）
    - 第5作「雨に濡れた遺書」（1995年） - 関口
    - 第12作「捨てられた女」（1997年） - 大津隆秀

  - 運命の女（1997年、東映） - 榊考造
  - 盲人探偵・松永礼太郎 第8作「洗脳」（1997年、ユニオン映画） - 白川教授
  - 検事霧島三郎 第7作（1999年、C.A.L） - 吉岡
  - 松本清張スペシャル 内海の輪（2001年、C.A.L） - 川島部長
  - 切り裂かれた天使（2001年、磯田事務所）
  - 取調室 第17作（2002年、日本テレビエンタープライズ） - 森川康介
  - 刑事・鬼貫八郎 第16作「死のある風景」（2004年、国際放映） - 佐伯
  - 旅行添乗員 椿晴子 ごもっともでございます（2004年、FINE） - 市原准
- 長七郎江戸日記（日本テレビ・ユニオン映画）
  - 第1シリーズ
    - 第33話「影討ち」（1984年）- 出石主水
    - 第58話「父娘のきずな」（1985年）- 森田図書
    - 第86話「鶴の恩返し」（1986年）- 永井義勝
    - 第115話「殺しの配達人」（1986年）- 大田黒民部

  - 第2シリーズ
    - 第13話「老兵は死なず」（1988年）- 西尾多聞
    - 第47話「蘇える面影」（1989年）- 田中豊後
    - SP6「最後の挑戦・さらば長七郎」（1989年）- 都築門之助

  - 第3シリーズ
    - 第3話「思い川」（1990年）- 宮原正清
    - SP1「長七郎の陰謀」（1991年）- 三浦
- スチュワーデス物語 最終話（1984年、TBS・大映テレビ） - 専任パーサー
- 流れ星佐吉 第21話「娘に睨まれさあ大変」（1984年、関西テレビ・松竹）
- 乾いて候 第2話「妖花・月光院始末」（1984年、フジテレビ・東映）
- 暴れ九庵 第20話「雨やどり」（1985年、関西テレビ・東宝） - 寅蔵
- 新大型時代劇 / 真田太平記（1985年、NHK総合） - 福島正則
- 誇りの報酬 第11話「子供が誘拐された」（1985年、日本テレビ・東宝） - 大山
- 大岡越前 第9部 第8話「恋しい父は逃亡者」（1985年、TBS・C.A.L） - 半次
- 私鉄沿線97分署 第81話「ウッソー! 97分署解体!?」（1986年、テレビ朝日・国際放映） - 警視庁刑事部管理官
- 水曜ドラマスペシャル→月曜ドラマスペシャル→月曜ゴールデン（TBS）
  - 夏樹静子の湖に立つ女（1986年、テレパック）
  - 十津川警部シリーズ（1995年） - 本多捜査一課長
    - 第9作「松島・蔵王殺人事件」
    - 第10作「ミステリー列車が消えた!」

  - 税務調査官・窓際太郎の事件簿 第17作（2008年） - 渋沢省吾
  - ヤメ判 新堂謙介 殺しの事件簿 第3作（2014年） - 藤安俊一
- 京都かるがも病院 第2話「あたし食べたくない」（1986年、テレビ朝日・東映）
- ジャングル 第24話「八坂署への挑戦」（1987年、日本テレビ・東宝） - 工藤専務
- 若大将天下ご免! 第7話「父よ、あなたは捕まった!」（1987年、テレビ朝日・東映） - 大杉勘解由
- 三匹が斬る!シリーズ（テレビ朝日・東映）
  - 三匹が斬る! 第16話「二人妻、討つか討たぬか蒸発侍」（1988年） - 石塚伝蔵
  - 続・三匹が斬る! 第1話「女の砦、降るは涙か血の雨か」（1988年） - 川野杢兵衛
  - また又・三匹が斬る! 第5話「悪の華、散らせて見せます美保の関」（1991年） - 大窪高範
- 名奉行 遠山の金さん（テレビ朝日・東映）
  - 第1シリーズ 第4話「標的は純情くノ一」（1988年5月12日） - 甲賀の五太夫
  - 第2シリーズ 第18話「富くじに踊らされた悪女」（1989年10月19日） - 杉野忠勝
  - 第3シリーズ 第20話「美人姉妹の七変化」（1991年1月31日） - 肥前屋
- もっとあぶない刑事 第16話「異変」（1989年、日本テレビ・セントラル・アーツ） - 八木沢理事
- 女ねずみ小僧 第10話「竹ヤブから千両箱!!」（1989年、フジテレビ・C.A.L） - 山村典膳
- 風雲!真田幸村 第17話「若き隠密 薩摩の火祭り」（1989年、テレビ東京・東映） - 城所軍兵衛
- ドラマ10 / 詩城の旅びと（1989年、NHK総合） - 館野業務局長
- 月影兵庫あばれ旅 第1シリーズ 第4話「生きる為に忘れろ!」（1989年、テレビ東京・松竹） - 伊川権左衛門
- 樅の木は残った（1990年、日本テレビ） - 新妻隼人
- 八百八町夢日記 第1シリーズ 第13話「幻の旅路」（1990年、日本テレビ・ユニオン映画） - 黒川主膳
- 鬼平犯科帳 第2シリーズ 第3話「白い粉」（1990年、フジテレビ・松竹） - 霰の小助
- 月曜・女のサスペンス 文豪シリーズ / 愛と殺意の子守歌（1990年、テレビ東京・プロジェクト・エー）
- 将軍家光忍び旅（テレビ朝日・東映）
  - 将軍家光忍び旅 第21話「瞼の父、お蔦、涙の再会」（1991年） - 大山大膳
  - 将軍家光忍び旅II 第4話「犬山には鬼が棲む」（1992年） - 成瀬飛騨守正虎
- 木曜ゴールデンドラマ / 東京ららばい（1991年、よみうりテレビ）
- 金曜ドラマシアター→金曜プレステージ→赤と黒のゲキジョー（フジテレビ）
  - 昭和16年の敗戦（1991年、東宝） - 松家馨
  - 松本清張作家活動40年記念企画 波の塔（1991年、共同テレビ） - 林弁護士
  - 浅見光彦シリーズ
    - 第27作「竹人形殺人事件」（2007年） - 奈良岡信太 役
    - 第28作「耳なし芳一からの手紙」（2008年）
    - 第51作「中央構造帯～平将門伝説殺人事件」（2014年） - 高島又左衛門
- 年末時代劇スペシャル（日本テレビ）
  - 源義経（1991年） - 藤原成経
  - 風林火山（1992年） - 飯富虎昌
- TBS大型時代劇スペシャル / 平清盛（1992年、TBS）
- あなただけ見えない（1992年、フジテレビ）
- 裏刑事-URADEKA- 第6話「デートレイプ・黒い誘惑」（1992年、朝日放送・松竹） - 立花弘明
- 妹よ（1994年、フジテレビ）
- にっぽん国恋愛事件（1995年、CBC） - 園井英太郎
- ピュア（1996年、フジテレビ）
- 東京卒業（1996年、TBS）
- 失楽園（1997年、よみうりテレビ） - 田辺常務
- 木曜劇場（フジテレビ）
  - こんな恋のはなし（1997年） - 水越真太郎
  - 甘い結婚（1998年）
  - Dr.コトー診療所 第1期 第11話（2003年） - 熊谷英夫
- 緋の稜線（1998年、東海テレビ）- 各務昇造 役
- 剣客商売（フジテレビ・松竹）
  - 第1シリーズ 第1話「父と子と」（1998年） - 永井和泉守
  - 第5シリーズ 第6話「その日の三冬」（2004年） - 角倉伊織
- 隠密奉行朝比奈 第2シリーズ 第8話「奈良・金魚になった少女」（1999年、フジテレビ）-大野甚左衛門
- 金曜ナイトドラマ / 愛人の掟・あなたに逢いたくて（2000年、テレビ朝日） - 藤野恭造
- 女と愛とミステリー→水曜ミステリー9（テレビ東京）
  - 修善寺温泉殺人事件（2002年） - 辻堂院長
  - 訃報は午後二時に届く（2003年） - 那須野成二
  - 旅行作家・茶屋次郎 第4作「熊野川殺人事件」（2004年） - 芦田晋造
  - 捜査検事・近松茂道 第6作「拳銃魔」（2006年） - 木戸誠一郎
  - 介護ヘルパー紫雨子の事件簿 第2作「過去を捨てた男」（2013年） - 三上利也
- 伝説のマダム（2003年、よみうりテレビ） - 香川功 役
- クニミツの政（2003年、関西テレビ） - 蔦周作
- ボイスレコーダー 〜残された声の記憶〜 ジャンボ機墜落20年目の真実（2005年8月、TBS） - 日本航空上役
- ガチバカ!（2006年、TBS）
- 日曜洋画劇場特別企画 / 敵は本能寺にあり（2007年、テレビ朝日） - 本多忠勝
- 水曜ドラマ / 働きマン 第1話（2007年、日本テレビ） - 星川光
- 救命病棟24時 第4シリーズ 第1話「救え!! 救命の危機を」（2009年、フジテレビ）
- 土曜時代劇 / オトコマエ!2（2009年、NHK総合） - 水野忠邦
- 開局50周年記念ドラマ 不毛地帯（2009年、フジテレビ） - 関東軍参謀長
- 連続ドラマW（WOWOW）
  - パンドラII 飢餓列島（2010年） - 川久保光悦
  - なぜ君は絶望と闘えたのか（2010年）
  - 石の繭（2015年） - 土門省三
  - コールドケース 〜真実の扉〜（2016年） - 樫葉
  - 社長室の冬 -巨大新聞社を獲る男-（2017年）
  - 監査役野崎修平（2018年） - 鷹山光司郎 
    - 頭取 野崎修平（2020年） - 鷹山光司郎

  - 悪の波動 殺人分析班スピンオフ（2019年）
  - ソロモンの偽証（2021年） - 小林修造
- 木曜ドラマ（EX）
  - ナサケの女〜国税局査察官〜（2010年） - 中山代議士
  - 告発〜国選弁護人（2011年） - 北条元総理
- 日曜ナイトドラマ / Dr.伊良部一郎（2011年、テレビ朝日） - 木曾島院長
- IS（アイエス）〜男でも女でもない性〜（2011年、テレビ東京） - 星野武雄
- 木曜ミステリー（テレビ朝日）
  - 京都地検の女 第9シリーズ（2013年） - 城山英太郎
  - 最強のふたり〜京都府警 特別捜査班〜 第5話（2015年） - 関口昭介
- 遺留捜査 第3シリーズ 第3話（2013年、テレビ朝日） - 汐見徹三
- 花の鎖（2013年、フジテレビ） - 北神陽介
- 海の上の診療所 第2話（2013年、フジテレビ） - 片山憲造
- テレビ東京開局50周年特別企画ドラマスペシャル 永遠の0 第1夜（2015年2月11日、テレビ東京） - 白人の老人（声の出演）
- BS時代劇 / 神谷玄次郎捕物控2 第5話（2015年、NHK BSプレミアム） - 大黒屋
- 相棒（テレビ朝日）
  - pre season 第1作「刑事が警官を殺した!?」（2000年6月3日） - 金子隆明
  - season16 第15話「事故物件」（2018年2月7日） - 矢部泰造
  - season20 第13話「死者の結婚」（2022年1月26日） - 黒瀬和成 [9]
- 金曜プレミアム「新 京都殺人案内」（2018年、フジテレビ） - 白浪善治郎
- 特捜9 Season2 第9話「浅草大捜査線」（2019年、テレビ朝日） - 中沢幸平
- 病院の治しかた〜ドクター有原の挑戦〜（2020年、テレビ東京） - 久坂忠邦
- 刑事7人 シーズン6 第5話「夏だ!キャンプだ!刑事たちの休日!3人消える伝説の村の謎」（2020年9月2日、テレビ朝日） - 野上康二
- 警視庁強行犯係 樋口顕 Season2 第7話（2022年8月26日、テレビ東京） - 船田喜一郎
- 月曜プレミア8 再雇用警察官 第5作（2023年3月13日、テレビ東京） - 行橋太造

### 映画
- 石中先生行状記（1966年、東宝） - 安藤義雄
- 日本のいちばん長い日（1967年、東宝） - 白石通教中佐
- 花の宴（1967年、松竹） - 滝大吉
- 激流（1967年、松竹） - 郡司達也
- 新・いれずみ無残 鉄火の仁義（1968年、松竹） - 横山
- いつか来るさよなら（1969年、松竹） - 石垣隆三郎
- 海はふりむかない（1969年、松竹） - 杉江高志
- 神田川（1974年、東宝） - 真の兄
- 動脈列島（1975年、東宝） - 中野公安一課長
- 大空のサムライ（1976年、東宝） - 志賀[10]
- 皇帝のいない八月（1978年、松竹） - 松谷1尉
- 夏の秘密（1982年、松竹） - 飯島敏彦
- 凶弾（1982年、松竹） - 宮下課長
- 積木くずし（1983年、東宝） - 渋谷署警部補
- トルコ行進曲 夢の城（1984年、日活） - 岸田隆男
- 玄海つれづれ節（1986年、東映） - 山岡順三
- その男、凶暴につき（1989年、松竹） - 樋口新署長
- 遠き落日（1992年、松竹）
- 天国の大罪（1992年、東映） - 鳥海
- 超能力者 未知への旅人（1994年、東映） - 後藤専務
- 金融腐食列島 呪縛（1998年、東映＝角川書店＝産經新聞社） - 太田副頭取
- 溺れる魚（2001年、東映） - 保坂峰太郎
- ロスト・メモリーズ（2004年） - 井上財団専務理事
- トレジャーハンター・クミコ（2014年） - ササガミ（社長）
- 長生き競争!（2015年、千葉県フィルムコミッション） - 大谷博夫
- 明日へ 戦争は罪悪である（2017年） - 柳亭助六
- ゆずりは（2018年） - 松波平二郎
- サムライせんせい（2018年、ピーズ・インターナショナル）
- おしゃべりな写真館（2024年、シネメディア） - 加山老人[11]

### オリジナルビデオ
- にんげんだもの（1989年） - 城戸吾郎
- 仁義3（1994年、徳間ジャパンコミュニケーションズ） - 流組々長 水田

### 舞台
- わが友ヒットラー （1969年、浪曼劇場）
- 双頭の鷲（1969年）
- クレオパトラ（1970年、浪曼劇場）
- 夜叉ヶ池（1978年、演劇集団 円）
- ベケット（1982年、演劇集団 円）
- ハムレットQ1（1984年、演劇集団 円）
- ほんとうのハウンド警部（1987年、演劇集団 円）
- 十二人の怒れる男たち（1990年、俳優座劇場）
- ムーンチルドレン（1993年、演劇集団 円）
- 叔母との旅（1994年、演劇集団 円）
- 薔薇と海賊（1996年、演劇集団 円）
- クレオパトラ（1997年）
- オナー（2002年、演劇集団 円）
- ヘンリー六世（新国立劇場） - ボーフォート枢機卿 役
- カエサル（2010年、原作：塩野七生） - クラッスス 役
- 坊ちゃん
- メディア
- 十一ぴきのネコ（2012年、こまつ座、ホリプロ）
- オセロー（2013年、ル テアトル銀座 by PARCO） - ヴェニスの侯爵 役
- ヘンリー四世（2016年、新国立劇場） - リチャード・スクループ 役
- リーディング公演 こころで聴く三島由紀夫VI「熊野」（2017年、新国立劇場） - 宗盛 役
- ヘンリー五世（2018年、新国立劇場） - イーリー司教、バーガンディ公 役
- リチャード二世（2020年、新国立劇場）
- シェイクスピア「尺には尺を/終わりよければ全てよし」（2023年10月18日、新国立劇場） - 判事、リナルドー執事 役

### バラエティ
- クイズ面白ゼミナール（NHK総合）
- 祝女〜shukujo〜 シーズン3 第2、3、6回（2011年、NHK総合） - 声の出演

## 出演作品（声の出演）
※太字はメインキャラクター。

### 吹き替え

#### 担当俳優
ケヴィン・タイ
- ER III 緊急救命室（1998年、ピーター・マッチモア）
- 4400 未知からの生還者（2007年、レンホフ上院議員）
- LOST（2005年 - 2007年、アンソニー・クーパー）

ジョン・ノーブル
- ロード・オブ・ザ・リング/王の帰還（2004年、デネソール）
- FOREVER Dr.モーガンのNY事件簿（2015年、オーブリー・グリフィン）
- 死霊館 悪魔のせいなら、無罪。（2021年、カストナー神父）

ステラン・スカルスガルド
- キング・アーサー（2004年、セルディック）
- デューンシリーズ（2021年 - 2024年、ウラディミール・ハルコンネン男爵）
  - DUNE/デューン 砂の惑星
  - デューン 砂の惑星PART2

ドナルド・サザーランド
- ロスト・エンジェルス（1990年、チャールズ・ロフティス）
- フレイザー家の秘密（2020年、フランクリン・ラインハルト）
- ハリガン氏の電話（2022年、ハリガン氏）
- 法執行人: バス・リーブス（2024年、アイザック・C・パーカー）

ニック・ノルティ
- PARKER/パーカー（2013年、ハーリー）
- ランナウェイ/逃亡者（2014年、ドナル・フィッツジェラルド）
- ウォーリアー（2015年、パディ・コンロン）

#### 映画（吹き替え）
出演時期不明
- 罪と罰（スビドリガイロフ〈エフィム・コペリアン〉）
- 帰郷（チャルノータ将軍〈ミハイル・ウリヤーノフ〉）

1975年
- デンジャー・ポイント（シャーマン捜査官〈スヴェン＝ベルティル・タウベ〉）

1977年
- アラン・ドロンのゾロ（ウエルタ大佐〈スタンリー・ベイカー〉）※テレビ朝日旧録版
- ブリット（デルゲッティ部長刑事〈ドン・ゴードン〉）※テレビ朝日版

1978年
- ザ・オカルトハウス/対決!超能力の男vs悪魔の化身（トム・コバック〈レナード・ニモイ〉）※テレビ朝日版

1979年
- マッケンナの黄金（コロラド〈オマル・シャリーフ〉）※テレビ朝日版

1981年
- 摩天楼ブルース（エンジェル〈ルディ・ラモス〉）

1983年
- ドクター・モリスの島/フィッシュマン（ドクター・モリス〈リチャード・ジョンソン〉）※テレビ朝日版

1984年
- オレゴン魂（ホーク〈リチャード・ジョーダン〉）

1987年
- バイオニック・ジェミー スペシャル 蘇った地上最強の美女（オスカー・ゴールドマン局長〈リチャード・アンダーソン〉）
- ランボー/怒りの脱出（マーシャル・マードック司令官〈チャールズ・ネイピア〉）※日本テレビ版

1992年
- ハムレット（国王クローディアス〈ミハイル・ナズワーノフ〉）※VHS版

1998年
- スターシップ・トゥルーパーズ（ジーン・ラズチャック〈マイケル・アイアンサイド〉）※ソフト版

1999年
- エネミー・オブ・アメリカ（ブリル / エドワード・ライル〈ジーン・ハックマン〉）※ソフト版
- ビッグ・リボウスキ（ザ・ストレンジャー〈サム・エリオット〉）※VHS・旧盤DVD版

2000年
- エリザベス（フランシス・ウォルシンガム〈ジェフリー・ラッシュ〉）

2001年
- スペース・カウボーイ（ジーン・デイヴィス〈ウィリアム・ディヴェイン〉）※ソフト版
- セブン（ウィリアム・サマセット刑事〈モーガン・フリーマン〉）※テレビ朝日版

2002年
- スパイダーマンシリーズ（2002年 - 2007年、ベン・パーカー〈クリフ・ロバートソン〉）
  - スパイダーマン（2002年）
  - スパイダーマン2（2004年）
  - スパイダーマン3（2007年）

2003年
- エバーラスティング 時をさまようタック（黄色い背広の男〈ベン・キングズレー〉）
- ハンニバル（レナルド・パッツィ主任捜査官〈ジャンカルロ・ジャンニーニ〉）※テレビ朝日版

2004年
- ヴェロニカ・ゲリン（ジョン・ギリガン〈ジェラード・マクソーリー〉）
- 恋愛適齢期（ハリー・サンボーン〈ジャック・ニコルソン〉）

2005年
- きみに読む物語（デューク〈ジェームズ・ガーナー〉）
- スペースバンパイア（ファラーダ教授〈フランク・フィンレー〉）※テレビ朝日新録版（HDリマスター版DVD収録）

2006年
- X-MEN2（ウィリアム・ストライカー〈ブライアン・コックス〉）※テレビ朝日版
- オーメン（ブレナン神父〈ピート・ポスルスウェイト〉）
- ジャケット（トーマス・ベッカー医師〈クリス・クリストファーソン〉）
- シンデレラマン（ジミー・ジョンストン〈ブルース・マッギル〉、冒頭ナレーション）
- ブラザーズ・グリム（ドゥラトンブ将軍〈ジョナサン・プライス〉）
- プロヴァンスの贈りもの（ヘンリーおじさん〈アルバート・フィニー〉）※機内版

2007年
- ラッキーナンバー7（ボス〈モーガン・フリーマン〉）

2008年
- エリザベス:ゴールデン・エイジ（フランシス・ウォルシンガム〈ジェフリー・ラッシュ〉）
- 最高の人生の見つけ方（エドワード・コール〈ジャック・ニコルソン〉）※ソフト版

2009年
- 12人の怒れる男（陪審員2番〈ニキータ・ミハルコフ〉）
- ベルベット・スパイダー（ヴァージル〈トム・ベレンジャー〉）

2010年
- 噂のモーガン夫妻（クレイ・ウィーラー〈サム・エリオット〉）
- バッド・ルーテナント（パット・マクドノー〈トム・バウアー〉）
- ミレニアム ドラゴン・タトゥーの女（ヘンリック・ヴァンゲル〈スヴェン＝ベルティル・タウベ〉）

2011年
- ツーリスト（レジナルド・ショー〈スティーヴン・バーコフ〉）
- トランスフォーマー/ダークサイド・ムーン（センチネル・プライム）
- パイレーツ・オブ・カリビアン/生命の泉（黒髭〈イアン・マクシェーン〉）
- ビッグ・リボウスキ（ジャッキー・トリホーン〈ベン・ギャザラ〉）※新盤DVD・BD版
- 復讐捜査線（ダリウス・ジェドバーグ〈レイ・ウィンストン〉）

2012年
- イルカと少年（リード・ハスケット〈クリス・クリストファーソン〉）
- チェンジ・アップ/オレはどっちで、アイツもどっち!?（ミッチ・プランコ・Sr.〈アラン・アーキン〉）
- ハーヴェイ（チャムリー医師〈セシル・ケラウェイ〉）※BD版
- ロープ（ヘンリー・ウィルソン〈セドリック・ハードウィック〉）

2013年
- 華麗なるギャツビー（マイヤー・ウルフシャイム〈アミターブ・バッチャン〉）
- ブランデッド（ジョセフ・パスカル〈マックス・フォン・シドー〉）
- ランボー/最後の戦場（サミュエル・トラウトマン大佐〈リチャード・クレンナ〉）※テレビ東京版（特別編）
- ルビー・スパークス（ローゼンタール博士〈エリオット・グールド〉）
- REDリターンズ（ベイリー〈アンソニー・ホプキンス〉）

2014年
- ある神父の希望と絶望の7日間（作家〈M・エメット・ウォルシュ〉）
- オール・ユー・ニード・イズ・キル（ブリガム将軍〈ブレンダン・グリーソン〉））※劇場公開版
- 300 〈スリーハンドレッド〉 〜帝国の進撃〜（ダレイオス王〈イガル・ノール〉）※劇場公開版
- ネブラスカ ふたつの心をつなぐ旅（ウディ・グラント〈ブルース・ダーン〉）
- バチカンで逢いましょう（ロレンツォ〈ジャンカルロ・ジャンニーニ〉）
- 42 〜世界を変えた男〜（ブランチ・リッキー〈ハリソン・フォード〉）
- マレフィセント（ヘンリー王〈ケネス・クラナム〉）
- ミッション:15（ブラック将軍〈ジュード・チコレッラ〉）

2015年
- 人生、サイコー!（ミコワイ〈アンジェイ・ブルーメンフェルド〉）
- ブリット（デルゲッティ部長刑事〈ドン・ゴードン〉）※WOWOW追加録音
- ロンゲスト・ライド（アイラ〈アラン・アルダ〉）

2016年
- 素敵なサプライズ ブリュッセルの奇妙な代理店（ムラー〈ヤン・デクレール〉）
- SPY/スパイ（ティホミル・ボヤノフ〈ラード・ラウィ〉）
- 20歳よ、もう一度（リー・ターハイ〈ワン・ダーシュン〉）
- ピートと秘密の友達（ミーチャム〈ロバート・レッドフォード〉）
- ヘイトフル・エイト（サンディ・スミザーズ〈ブルース・ダーン〉）

2017年
- ジョン・ウィック:チャプター2（ジュリアス〈フランコ・ネロ〉）
- DEMON デーモン（レスター〈アンソニー・ホプキンス〉）
- 夜が明けるまで（ルイス〈ロバート・レッドフォード〉）

2018年
- あなたの旅立ち、綴ります（エドワード〈フィリップ・ベイカー・ホール〉）
- ガン・シティ ～動乱のバルセロナ～

2019年
- パウロ 愛と赦しの物語（パウロ〈ジェームズ・フォークナー〉）

2020年
- 家なき子 希望の歌声（壮年期のレミ〈ジャック・ペラン〉）
- フォー・グッド・デイズ（クリス〈スティーヴン・ルート〉）

2021年
- 星の王子 ニューヨークへ行く2（ジョフィ・ジャファ王〈ジェームズ・アール・ジョーンズ〉）

2022年
- マクベス（ダンカン王〈ブレンダン・グリーソン〉）

2023年
- ザ・キル・ルーム（ガルビンソン夫〈ラリー・パイン〉）
- ほの蒼き瞳（ペペ〈ロバート・デュヴァル〉）

2024年
- レベル・リッジ（ログストン判事〈ジェームズ・クロムウェル〉）

#### ドラマ
1977年
- 地上最強の美女バイオニック・ジェミー（オスカー・ゴールドマン局長〈リチャード・アンダーソン〉）

1993年
- アボンリーへの道（タイラー氏〈ロン・ホワイト〉）

1995年
- 新アウターリミッツ（プロッサー〈マイケル・アイアンサイド〉、ナイガード〈コービン・バーンセン〉）

1998年
- アリー my Love（ドナルド・ヨーキン所長〈J・ケネス・キャンベル〉）

1999年
- バグズ〜ハイテクスパイ大作戦（コンラッド・イースターハウス大佐〈マイケル・J・ジャクソン〉）

2000年
- 名探偵ポワロ エッジウェア卿の死（ジョージ・アルフレッド・セント・ビンセント・マーシュ / 四代目エッジウェア卿〈ジョン・キャッスル〉）※NHK版
- シークレット・エージェントマン（ブルベック〈ポール・ギルフォイル〉）

2002年
- ER緊急救命室シリーズ（2002年 - 2007年）
  - シーズン9 #10（グッター〈エフゲニー・ラザレフ〉）
  - シーズン14 #7（バーソロミュー・レフコウィッツ〈アラン・ミラー〉）

- MAJOR CRIMES〜重大犯罪課 シーズン2 #16（スティーブン・ケラー下院議員〈マイケル・ヌーリー〉）

2003年
- エイリアス（ジャック・ブリストウ〈ヴィクター・ガーバー〉）
- 12人の怒れる男 評決の行方（陪審員3番〈ジョージ・C・スコット〉）※NHK版（DVD収録）

2004年
- コナン・ドイルの事件簿（ドクター・ジョセフ・ベル〈イアン・リチャードソン〉）
- ザ・ホワイトハウス（アルビー・ダンカン国務長官〈ハル・ホルブルック〉）
- シャーロック・ホームズの冒険 #19（ネビル・セントクレア〈クライブ・フランシス〉）※NHK版・DVD完全版

2005年
- ミス・マープル バディンドン発4時50分（ルーサー〈デビッド・ワーナー〉）

2006年
- リ・ジェネシス バイオ犯罪捜査班（ロス〈ヴィクター・ガーバー〉）

2009年
- ダメージ2（ウォルター・ケンドリック〈ジョン・ドーマン〉）
- デスパレートな妻たち シーズン4（グリーン牧師〈ビル・スミトロヴィッチ〉、デュガン神父〈サム・マクマレー〉）

2010年
- 華麗なるペテン師たち4（アンソニー・ウェルナー〈ロバート・ワグナー〉）
- 犯罪捜査官 アナ・トラヴィス（バリー・サウスウッド）
- コールドケース6（ディーン・ロンドン〈リー・メジャース〉）
- 蒼穹の昴（乾隆帝）
- マードック・ミステリー 〜刑事マードックの捜査ファイル〜（バッファロー・ビル〈ニコラス・キャンベル〉）

2011年
- ケネディ家の人びと（トーマス・ベネット将軍〈バリー・フラットマン〉）
- 孫子兵法（黄冲）
- ミルドレッド・ピアース 幸せの代償

2012年
- NCIS 〜ネイビー犯罪捜査班 #7（ロバート・ピーターズ中佐〈グレン・モーシャワー〉）※Dlife版
- TOUCH/タッチ（アーサー・テラー〈ダニー・グローヴァー〉）
- バーン・ノーティス 元スパイの逆襲 シーズン5 #3（ウォレス〈マイケル・オキーフ〉）
- ブルーブラッド 〜NYPD家族の絆〜 #3（クラウディオ・カルーソ〈ロナルド・ガットマン〉）
- ミス・マープル5 チムニーズ館の秘密（ケイタラム〈エドワード・フォックス〉）

2013年
- 新米刑事モース〜オックスフォード事件簿〜
- ストライクバック3:極秘ミッション（アル・ズハリ〈ケヴォック・マリキャン〉）
- レバレッジ 〜詐欺師たちの流儀 シーズン4（謎の男 / ジャック・ラティマー〈レオン・リッピー〉）

2014年
- クリミナル・マインド 特命捜査班レッドセル（サンフォード司教〈ビル・コッブス〉）
- CSI:ニューヨーク8（プリストン・セヴィル・シニア〈リチャード・ポートナウ〉）

2015年
- エージェント・オブ・シールド シーズン2（ロバート・ゴンザレス〈エドワード・ジェームズ・オルモス〉）
- クロスボーンズ/黒ひげの野望（サム・ヴァレンタイン〈スチュアート・ウィルソン〉）
- ナイトメア〜血塗られた秘密〜（アブラハム・ヴァン・ヘルシング教授〈デビッド・ワーナー〉）

2016年
- クリミナル・マインド11 FBI行動分析課 #7（ポール・オールドマン・ラーソン）
- THE FLASH/フラッシュ（エリック・ラーキン〈トム・バトラー〉）
- ブラインドスポット タトゥーの女（ビル・ウェラー〈ジェイ・O・サンダース〉）
- THE BLACKLIST/ブラックリスト シーズン3 - 7（ドミニク・ウィルキンソン〈ブライアン・デネヒー〉→〈ロン・レインズ〉）

2017年
- 救命医ハンク8 セレブ診療ファイル（ジョセフ・ウィットコム〈ハル・リンデン〉）
- GRIMM/グリム シーズン5 #17（ヒムラ・タケシ〈ケイリー＝ヒロユキ・タガワ〉）
- ロア 〜奇妙な伝説〜 #1

2019年
- ウォッチメン（ウィル〈ルイス・ゴセット・ジュニア〉）
- 大草原の小さな家 #4（キャシディ〈ビル・ザッカート〉）※NHK BS4K版
- リトル・ドラマー・ガール 愛を演じるスパイ（ピクトン〈チャールズ・ダンス〉）

2020年
- エレメンタリー7 ホームズ&ワトソン in NY ザ・ファイナル（フレデリック・ウェンツ〈ボブ・ガントン〉）
- スペース・フォース（フレッド・ネアード〈フレッド・ウィラード〉）

2022年
- 犯罪分析官ハリファックス: 歪んだ天罰（ハロルド・デヴィッド・ライアン）
- メモリアル病院の5日間

2023年
- アストリッドとラファエル 文書係の事件録 シーズン2 #1（ジャン・ルイジ・カルミーヌ・ジェラルディーニ〈ジェラール・マジャックス〉）

#### アニメ
- トイ・ストーリー3（2010年、ロッツォ・ハグベア）
- ロード・オブ・ザ・リング/ローハンの戦い（2024年、サルマン[23]）

### ラジオドラマ
- ラジオ図書館
  - 怪談（1992年） - 語り手
  - いまひとたびの（1994年）
  - ZOO（1995年）
  - メロン・ムーンライトセレナーデ（1995年）
- NHK-FM 青春アドベンチャー
  - 成吉思汗の秘密（1985年） - 武蔵坊弁慶
  - アルバイト探偵（1989年） - 島津
  - 女王陛下のアルバイト探偵（1989年） - 島津
  - クリスタル・マウンテン（1989年）
  - ひとりで跳べる（1994年）
  - モンテ・クリスト伯（1996年）
  - 分身（1998年） - 氏家清
  - 草原の椅子（2000年）
  - あでやかな落日（2006年） - 佐竹武典
  - ラジオ・キラー（2008年） - ファウスト検事長
  - 黄金仮面（2010年） - 侯爵家当主・鷲尾正俊
  - サマルカンド年代記（2010年） - ジャマールッディーン・アフガーニー、イギリス領事、スミス船長
- 下町ロケット TBS開局60周年記念ドラマスペシャル（2012年） - 水原重治
- ラジオシアター〜文学の扉「利根の渡し」（2013年）

### テレビアニメ
- MONSTER（2004年、ロベルト / アルフレート・バウル）
- ゴルゴ13（2008年、テッド・コーナン）
- PERSONA -trinity soul-（2008年、九条稀也 / 小松原啓介）
- ベルセルク（2016年、国王）

### OVA
- MASTERキートン（1999年、高倉教授）

### 劇場アニメ
- GHOST IN THE SHELL / 攻殻機動隊2.0（2008年、外務大臣）
- 映画 ベルセルク 黄金時代篇I 覇王の卵（2012年、ミッドランド王）
- 映画 ベルセルク 黄金時代篇II ドルドレイ攻略（2012年、ミッドランド王）
- 009 RE:CYBORG（2012年、ギルモア博士）

### ゲーム
- ファイナルファンタジーXV（2016年、シド・ソフィア[24]）
- ベルセルク無双（2016年、ミッドランド王）

### ドラマCD
- 沈黙の艦隊 ヴァーチャルサウンドムービー（1993年）

### ボイスオーバー
- 地球ドラマチック（NHK総合）
  - 「ピダハン 謎の言語を操るアマゾンの民」（2012年）
  - 「スフィンクスの謎を解け!」（2014年）
- ロイヤル・スキャンダル 〜エリザベス女王の苦悩〜（2012年、BSプレミアム）
- モーガン・フリーマン 時空を超えて（2015年、NHK Eテレ）

### その他コンテンツ
- こころの時代〜宗教・人生〜「ブッダ最後の旅」に学ぶ（2016年、NHK総合）